# Fugoidă

### Definiție
Este una din mișcările fundamentale longitudinale ale unei aeronave (alături de scurta perioadă) constând în urcări și în coborâri acompaniate de creștere de viteză (la urcare) și scădere de viteză (la coborâre). Este o oscilație cu o perioadă mare.

### Descriere
Fugoida este caracterizată printr-un unghi de atac constant și unghi de tangaj ({\displaystyle \theta }) variabil în funcție de viteză și altitudine.